# Tokaygecko
Tokaygecko (Gekko gecko) är en av de största geckoödlorna, upp mot 36 centimeter lång, och även dess utseende, blå till blågrå kropp mönstrad med orangea prickar och stora gulaktiga ögon gör att den utmärker sig gentemot andra geckoödlor. Den är aktiv på natten men man kan även höra hanarnas arttypiska läte på dagen : ”to-kay to-kay”, varifrån arten har fått sitt namn. Hanarna hävdar revir gentemot andra hanar och parar sig med honor som lockas av deras läten. Fortplantningen är ovipar, det vill säga att honorna lägger ägg.  I Thailand ger den ifrån sig sitt läte ca 5 till 8 gånger i rad men i Indonesien upp till 13-15 gånger.  
Tokaygeckons naturliga utbredningsområde är Sydostasien där den lever i regnskogar, men av människan har den även spritts till bland annat Florida och Hawaii. Den har häftlameller under fötterna som gör att den kan klättra på klippor, träd och glasrutor. 
Lämplig föda i fångenskap är syrsor, maskar, larver, möss, gräshoppor och mindre kackerlackor. I naturen äter de diverse insekter och mindre ödlor.